# (8813) Leviathan
(8813) Leviathan est un astéroïde évoluant dans la ceinture principale, découvert le 29 novembre 1983 par l'astronome américain Edward L. G. Bowell depuis l'observatoire Lowell.
Son nom est une référence au Léviathan de Parsonstown, surnom donné au télescope construit par William Parsons, dit Lord Rosse, à Birr Castle en Irlande.